# Maximillian Giuliani
Maximillian Giuliani (3 de julho de 2003) é um nadador australiano.

## Carreira
Maximillian Giuliani vem do estado de Victoria e cresceu na Tasmânia. Desde 2022 ele nada no Miami Swim Club em Gold Coast, Queensland.
Em 2023, Giuliani terminou em sétimo lugar nos 200 metros livres no Campeonato Australiano. Em dezembro de 2023, ele melhorou seu melhor tempo para 1m44,79 minutos e nadou para o segundo lugar, atrás de Ian Thorpe, na lista dos melhores australianos de todos os tempos.
Em abril de 2024, Giuliani terminou em quinto lugar nos 200 metros livres no Campeonato Australiano. Dois meses depois, ele venceu essa distância nas seletivas olímpicas. Nos Jogos Olímpicos de Paris, Giuliani foi o único australiano a chegar à final dos 200 metros livres, terminando em sétimo. No revezamento 4 x 200 metros livre, Kai Taylor, Zac Incerti, Flynn Southam e Thomas Neill foram os quartos mais rápidos na corrida preliminar. Na final, Maximillian Giuliani, Flynn Southam, Elijah Winnington e Thomas Neill nadaram para o terceiro lugar, atrás da equipe de revezamento britânica e norte-americana. Todos os seis participantes receberam medalha de bronze.